# Carmelites descalços
Els Carmelites Descalços o Orde dels Frares Descalços de la Santíssima Mare de Déu del Mont Carmel (en llatí: Ordo Fratrum Discalceatorum Beatissimae Virginis Mariae de Monte Carmelo) són un orde religiós catòlic, de tipus mendicant, que és una reforma observant de l'orde del Carme o Carmelites Calçats. L'orde fou establert el 1562 com a orde femení (les monges carmelites descalces) per santa Teresa de Jesús; en 1566, amb l'ajut de sant Joan de la Creu, l'orde s'estengué als homes amb la fundació de la primera casa de frares. Com les monges, els frares fan servir les sigles O.C.D.

## Història
Teresa de Jesús va començar la seva obra de reforma en solitari, amb la intenció de conservar de la manera més fidel possible l'esperit originari de la regla carmelitana: la primera fundació va ser el convent de Sant Josep d'Àvila, de 1562. L'objectiu de la fundadora ja era clar: a més de reintroduir la vida contemplativa a l'Orde del Carmel, volia que, mentre les monges pregaven i oferien les seves mortificacions per la conversió dels infidels i els heretges, els frares carmelites treballessin en l'apostolat i la predicació entre aquests.
El 1566 Teresa va obtenir del pare Giovanni Rossi, general de l'Orde del Carme (1564-1578), l'autorització per a estendre la reforma, tal com havia recomanat Pius V, als convents masculins de l'orde: concretament donava el permís per a fundar dos convents de frares reformats a la província carmelita de Castella.
Teresa va comptar en l'empresa amb l'ajut del prior Antoni de Jesús (Antonio Heredia) i Joan de la Creu, jove carmelita que havia conegut a Medina del Campo quan va anar-hi a fundar un convent de monges. El primer monestir masculí va ser fundat en novembre de 1568 a Duruelo (província de Segòvia), per Joan de la Creu.

### Conflictes amb l'orde
El provincial carmelita de Castella protestà, ja que el nombre de frares no era gaire gran i si hi havia fundacions reformades, encara disminuiria. El nunci papal, favorable a la reforma, va permetre la fundació de més cases i l'extensió de la reforma a la província d'Andalusia, contradient les instruccions del general carmelita. El visitador nomenat per a aquesta província va ser Jeroni de la Mare de Déu (Jerónimo Gracián, 1545-1615), que havia professat entre els carmelites descalços.
Els carmelites calçats van apel·lar a Roma per impedir l'extensió de la reforma. El general, tot i que era favorable a la reforma, i que havia impulsat la fundació d'una reforma prèvia al convent d'Onda, va trobar inacceptable que no s'hagués respectat la seva ordre inicial i considerà que podria ser l'inici d'una manca de disciplina que podria acabar amb la separació de l'orde dels convents reformats. Per això, va aturar el moviment de reforma i el capítol general de 1575 va abolir els carmelites descalços, tancant els convents de Granada, Sevilla i Peñuela i fent que els frares descalços tornessin als convents calçats d'on provenien en un termini de tres dies.
Els carmelites descalços van oposar-se a la decisió del capítol, argumentant l'autoritat del nunci que els havia permès la reforma, i van convocar un capítol provincial a Almodóvar en 1576. El general va enviar un visitador amb plens poders, Jerónimo Tostado, en qui confiava plenament. Mentrestant, el nunci va morir i va ser succeït pel nunci Sega, que va intentar adoptar una postura imparcial, però que aviat es va mostrar contrari a la reforma.
Un segon capítol va tenir lloc a Almodóvar en 1578 i el nunci excomunicà els assistents; Joan de la Creu va ser expulsat del convent de l'Encarnación d'Àvila, on era confessor, i traslladat a Toledo, on va ser empresonat, com d'altres descalços. La persecució es perllongà durant un any, fins que intervingué Felip II d'Espanya.

### Creació de la Província Descalça
Com que el moviment reformista havia tingut molta acceptació, es va resoldre en 1580 de tornar a acceptar-lo i crear una província especial per als frares i monges descalços, sempre sota l'obediència al general de l'orde. El primer provincial va ser Jerónimo Gracián, un dels principals sostenidors de Santa Teresa. El 1582, una primera missió de carmelites descalços va ser enviada a evangelitzar al Congo, tot i que no va arribar-hi, ja que una tempesta va enfonsar el vaixell de l'expedició.
El següent provincial va ser Niccolò Doria, conegut com a Nicolau de Jesús (1539-1594), de Gènova, que havia ingressat al convent descalç de Sevilla en 1577. Doria tenia uns sentiments separatistes respecte a l'orde calçada, ja que la seva vida religiosa havia transcorregut en convents descalços i, principalment, durant la persecució dels anys anteriors. La seva actuació va ser polèmica, ja que contradeia en bona part la voluntat dels fundadors de la reforma: va arraconar la litúrgia carmelita tradicional en favor de la nova litúrgia romana, va demanar nous privilegis a Roma, suprimí les missions a l'Àfrica i va deixar de banda la idea d'estendre la reforma més enllà dels territoris hispànics. A més, va reduir la tasca d'apostolat dels frares, incrementant el rigor de la regla i introduint una nova forma de govern de l'orde. Finalment, va relegar Joan de la Creu i va expulsar Jerónimo Gracián.

### Separació de l'orde carmelita
Al capítol general de 1593, Doria va proposar que "per la seguretat de pau i tranquil·litat i per moltes altres raons" convenia la separció absoluta dels carmelites descalços i la resta de l'orde. Una butlla de 20 de desembre va confirmar-ho. Culminava així un procés oposat a l'esperit fundacional de la reforma.

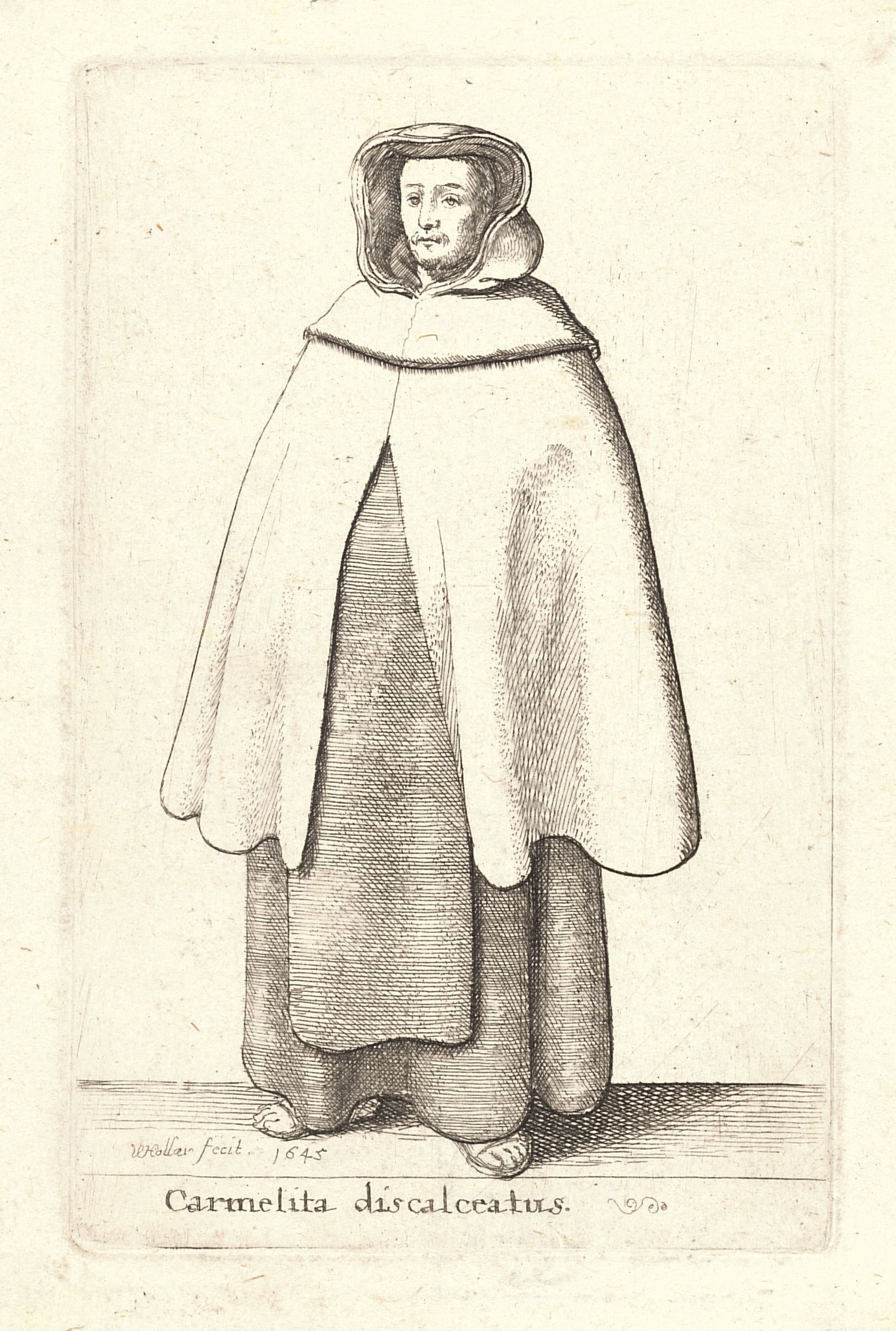
Carmelita descalç, per Wenzel Hollar, ca. 1650
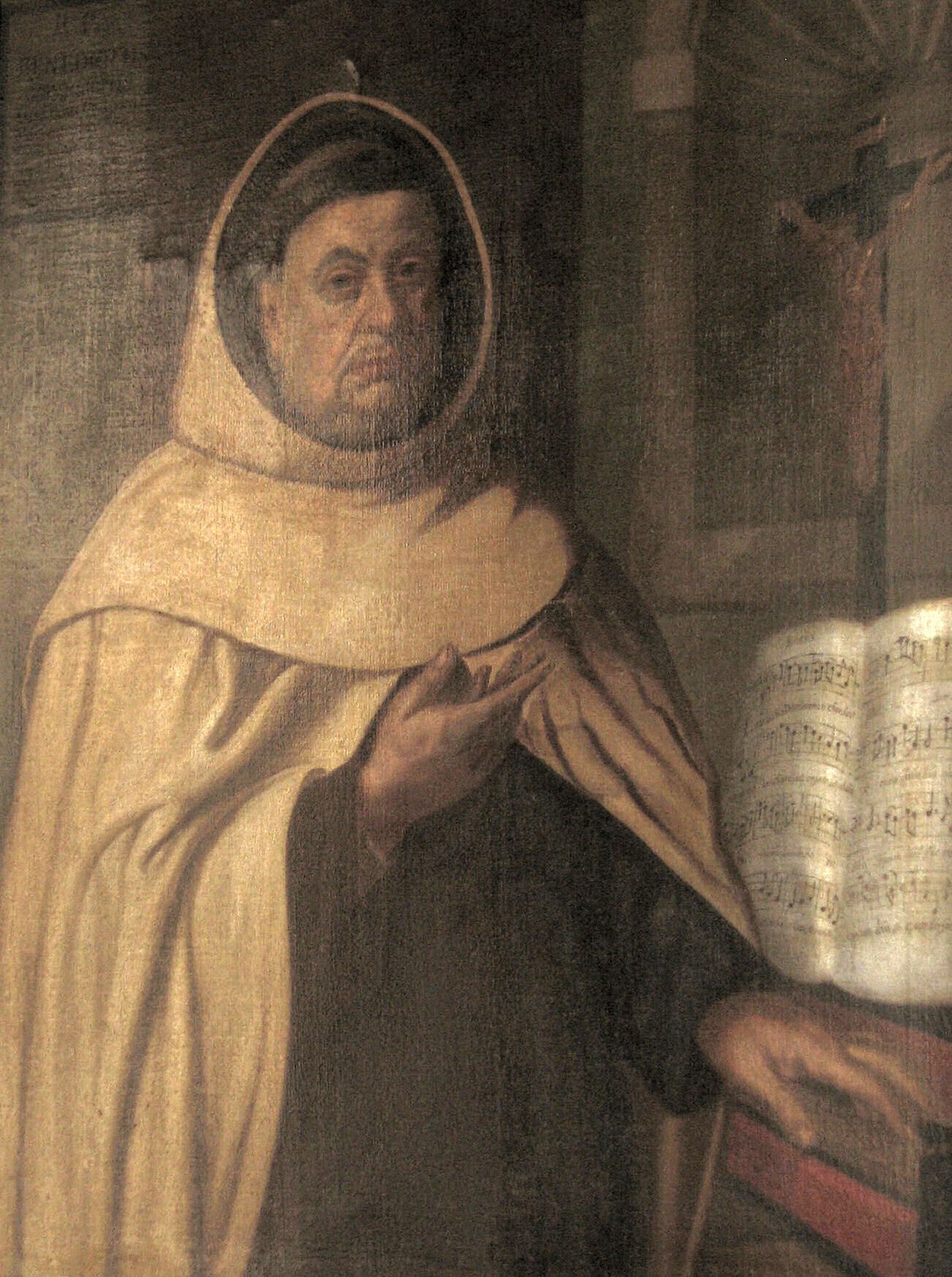
Benedict Buns, ca. 1716, amb l'hàbit dels carmelites descalços
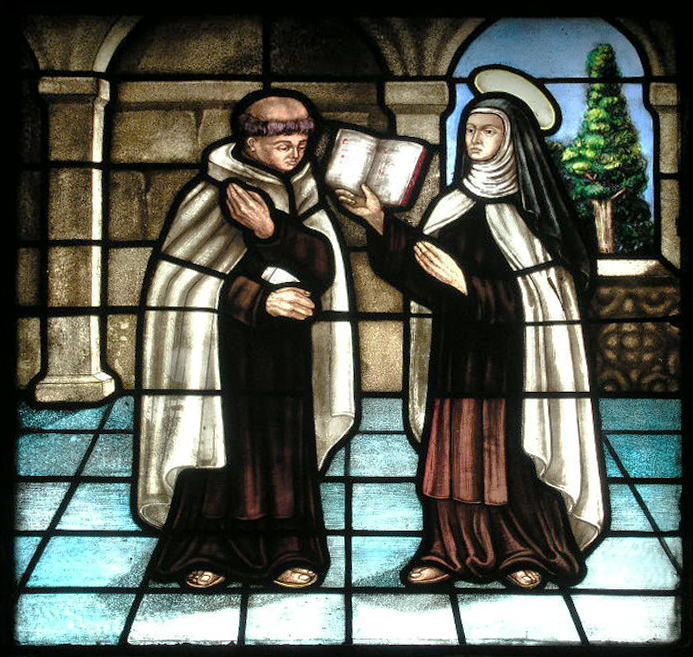
Vitrall de Sta. Teresa, Àvila, amb santa Teresa i sant Joan de la Creu amb els hàbits de l'orde
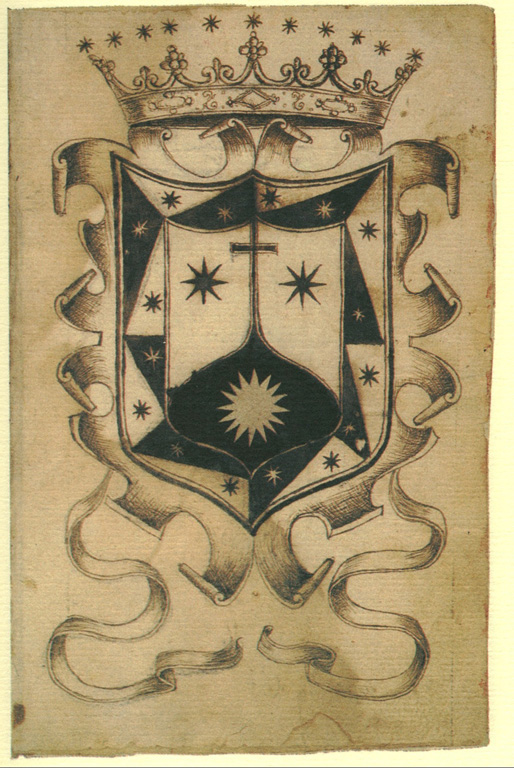
Escut de l'orde, al Manuscrito de Sanlúcar de S. Joan de la Creu
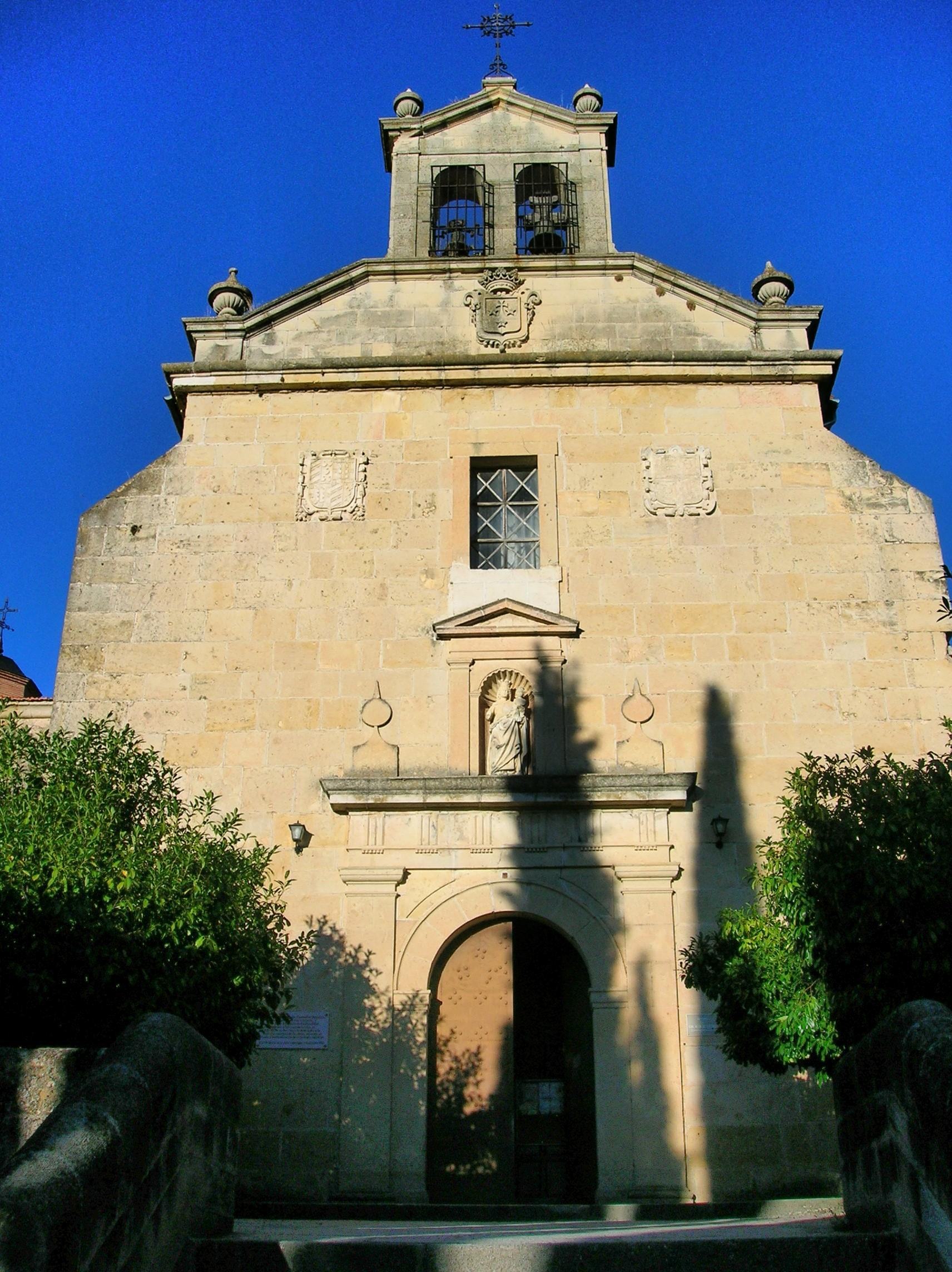
Convent de Segòvia

#### Congregació espanyola
A partir de llavors, la tasca d'apostolat fora de les fronteres hispàniques va desaparèixer en la pràctica, i la història del nou orde es va reduir a la fundació de nous convents. En acabar el segle xviii, hi havia a Espanya vuit províncies amb 130 convents i de frares. La majoria en va ser suprimida en 1835.
En 1773, la província de Portugal s'havia separat de la congregació espanyola per raons polítiques. Tenia 21 convents, secularitzats en 1834.

#### Congregació italiana i expansió per Europa
En 1584, Niccolò Doria havia fundat la primera casa descalça fora d'Espanya, la de Gènova, poc després, una a Roma, Santa Maria della Scala, i a Nàpols. Hi anaren alguns membres prominents de les cases espanyoles, com: Pere de la Mare de Déu (1565-1608) i Ferran de Santa Maria (1538-1631), que van ser els primers superiors de la congregació.
La congregació va créixer ràpidament, no només a Itàlia, sinó a la resta d'Europa. Tomàs de Jesús (1568-1627), que havia estat a Roma, va ser cridat per l'arxiduc Albert VII d'Àustria als Països Baixos espanyols, on va fundar la província belga. En dotze anys, van fundar-s'hi deu convents de frares i sis de monges.
A França, l'establiment va ser més difícil per l'oposició d'altres ordes, però des de 1611 fins al final del segle s'hi fundaren un o dos convents l'any. Se'n fundaren també a Alemanya, Àustria, Polònia i Lituània. En 1623, la reforma comptava arreu d'Europa, exceptuant Espanya, amb 763 preveres, 471 clergues i novicis i 289 germans laics, en total 1.523. En 1674, ja eren 1.814 preveres, 593 clergues i 747 laics, amb un total de 3.154. En 1731, el total ja era de 4.193 membres.
La congregació italiana va donar preeminència a la vida contemplativa, però al contrari que l'espanyola, no va deixar de banda la vida activa: gairebé des del començament, i seguint l'esperit fundacional de santa Teresa de Jesús, van emprendre tasques missioneres. Els frares es declaraven preparats per a deixar el seu ofici i marxar a la conversió dels infidels tan aviat com els digués el seu superior: és un vot que fan encara els membres de l'orde. La primera missió va ser en 1604 a Pèrsia, on va anar Pau Simó de Jesús Maria i dos pares, un germà laic i un terciari, arribant-hi en 1607 a Esfahan. Van tenir-hi èxit i van continuar predicant a Bagdad, Bàssora i altres ciutats, arribant a l'Índia i fundant missions a Bombai, Goa i, fins i tot, a Pequín; algunes d'aquestes missions encara sobreviuen. Turquia, Armènia i Síria també van ser camps de noves missions i, en 1720, a Mississipi, als Estats Units. En 1615 s'havia fundat la primera casa a Anglaterra, per tal de restaurar-hi el catolicisme.
Durant el segle xviii, però, l'esperit laicista afectà el creixement de l'orde, com els esdeveniments posteriors; les secularitzacions del segle xix van acabar amb l'orde en diferents llocs: a França va ser suprimida el 1793, a Àustria, Polònia i Lituània entre 1782 i 1784, i al nord d'Itàlia, Toscana i Nàpols el 1797; en 1802 desapareixen d'Alemanya i en 1810 els que quedaven a Flandes i Itàlia. En 1823 només hi havia 278 carmelites descalços a la congregació italiana i en 1872, 728. Molts, en suprimir-se els convents havien marxat a la casa del Mont Carmel o a les missions d'Orient.
Per a formar els futurs missioners, l'orde va fundar col·legis a Roma (S. Pancrazio, 1662) i Lovaina (S. Albert, 1621) on s'ensenyaven controvèrsia, teologia pràctica, llengües i ciències naturals. A París, durant el segle xvii es fundà el seminari de les Missions ètrangéres.

### Unió de les dues congregacions
A partir de 1840, descalços espanyols exiliats van començar a fundar convents a França, on l'orde va començar a restaurar-se. A Espanya van ser restaurats en 1875, quan la congregació espanyola va unir-se a la italiana, adoptant les seves constitucions, el 2 de febrer de 1875, per a constituir l'Orde dels Carmelites Descalços.

## Carisma i vida diària
Al carisma d'apostolat, predicació i cura d'ànimes original de l'Orde del Carmel, els carmelites descalços hi afegeixen una major atenció a la vida contemplativa i l'espiritualitat. La vida conventual és més estricta i rigorosa, amb abstinència perpètua i rés nocturn de l'ofici diví. L'exercici de l'oració mental i, en general, de la pregària, té una gran importància en la vida del frare.
Els descalços van adaptar, per als seus oficis, la nova litúrgia romana de 1586, al contrari que els carmelites calçats, que continuaren la litúrgia tradicional de l'orde.
Els carmelites descalços es dividixen en tres branques: frares (Primer Orde), monges carmelites descalces de clausura (Segon Orde) i seglars (l'antic Venerable Orde Tercer, avui anomenat Carmel Seglar).